# 亞拉圭納

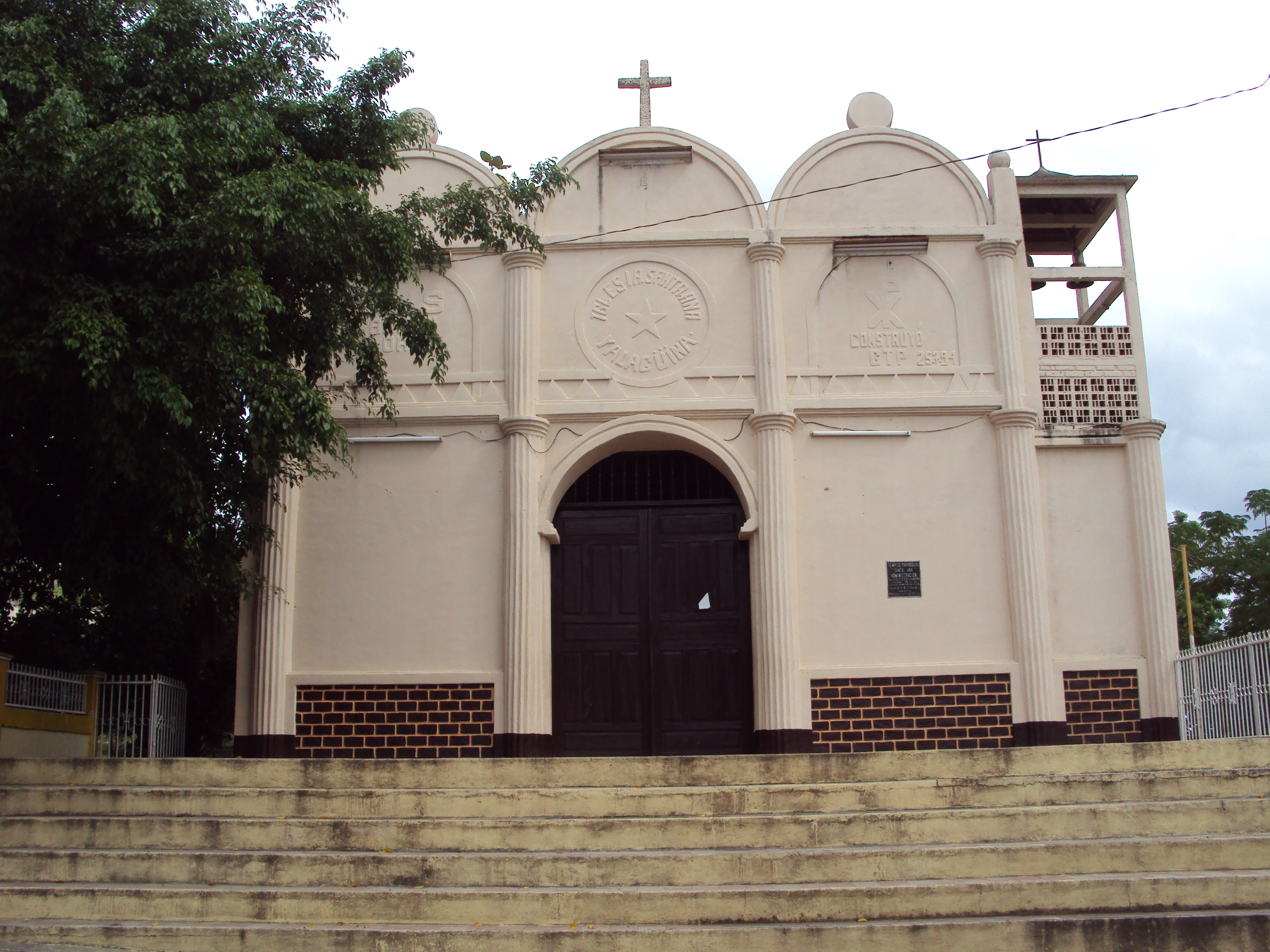
亞拉圭納當地的聖安娜教堂

亞拉圭納（西班牙語：Yalagüina），是尼加拉瓜的城鎮，位於該國北部，由馬德里斯省負責管轄，始建於1725年，面積71平方公里，海拔高度657米，2005年人口9,597，人口密度每平方公里135.17人。
13°29′N 86°29′W / 13.483°N 86.483°W